# Trentepohlia mera
Trentepohlia mera är en tvåvingeart som beskrevs av Alexander 1926. Trentepohlia mera ingår i släktet Trentepohlia och familjen småharkrankar.
Artens utbredningsområde är Kamerun. Inga underarter finns listade i Catalogue of Life.